# Campina (marque)
Pour les articles homonymes, voir Campina.
Campina est une entreprise et une marque néerlandaise de produits laitiers appartenant au groupe coopératif FrieslandCampina, présente aux Pays-Bas, en Allemagne et en Belgique. 
Campina était le nom originel de la coopérative néerlandaise fondatrice de la marque. La fusion de Campina et Friesland Foods a conduit à renommer le groupe FrieslandCampina.

## Produits
- Lait
- Lait battu, Babeurre (Belgique, Pays-Bas)
- Boissons lactées (Belgique)
- Desserts
  - Crème dessert - vla (Belgique, Pays-Bas)
  - Doux et léger - Zacht & Luchtig (Pays-Bas)
- Fromage frais (Belgique)
- Produits de crème (Belgique)
- Bouillie (Pays-Bas)
- Tentative de copie du Morbier